# 凱莉·皮奎特

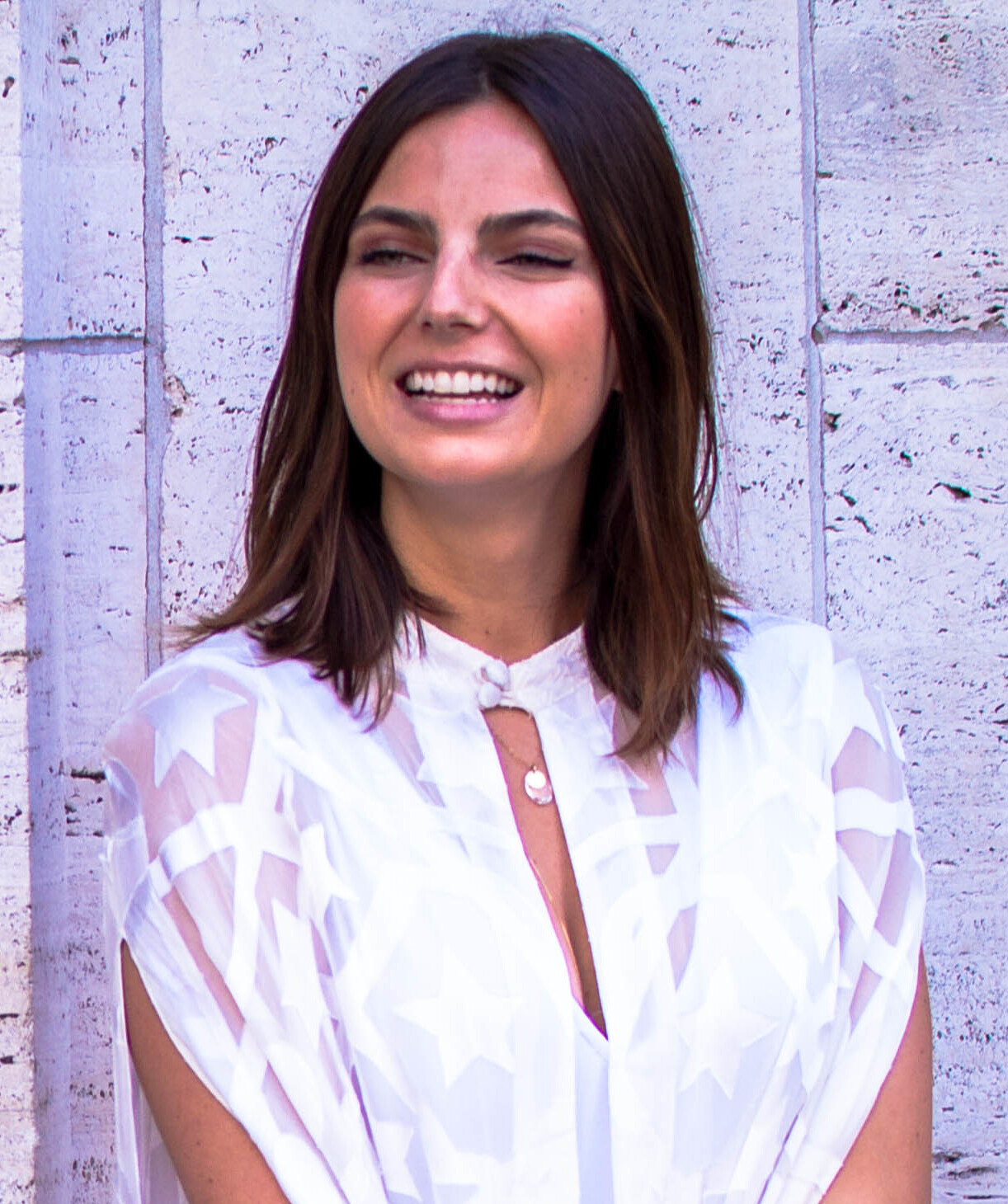
凱莉·皮奎特

凱莉·皮奎特 (1988年12月7日—) 是巴西模特、专栏作家、博主和公共关系從業者。

## 早年生活和教育
凱莉·皮奎特生于德国洪堡。 她是巴西赛车手尼爾遜·畢奇和荷兰模特西尔维娅·塔姆斯玛（Sylvia Tamsma）的女儿。 凱莉·皮奎特曾在瑪麗山曼哈頓學院就讀，主修国际关系。 

## 职业
大学期间，她在时尚界实习。她曾在公关公司工作，此外她还是美麗佳人的专栏作家。 
她還是一位模特，並在一些时装秀上走秀。 

## 个人生活
2017年1月，凱莉·皮奎特开始与俄罗斯一级方程式赛车手丹尼尔·科维亚特约会。  2019年7月，凱莉·皮奎特和科维亚特的女儿出生。   2019年12 月，凱莉·皮奎特和科维亚特宣布分居。 
2020年，凱莉·皮奎特与一级方程式赛车手马克斯·维斯塔潘开始交往。   2025年，他们的女儿出生。 